# Индийская пеночка
Индийская пеночка (лат. Phylloscopus griseolus) — это насекомоядная перелётная птица, вид воробьинообразных птиц семейства пеночек. Гнездится в основном в Центральной Азии и зимует в Индии.

## Описание
Спина у индийской пеночки пепельно-серая, а нижняя часть тела с возрастом приобретает тёмно-жёлтый или оливково-зелёный оттенок. Молодые особи в первом наряде имеют ржаво-коричневый оттенок на спине, а нижняя сторона желтоватая. Средний вес этих птиц от 6,5 до 11,5 грамм. Крылья у самцов имеют длину от 58 до 68 мм, а у самок от 55 до 61 мм.
Звук этой птицы напоминает писк.

## Ареал и среда обитания
Индийская пеночка обитает в зоне скалистых холмов и сухих кустарниковых зарослях на склонах гор, местами в зарослях можжевельника и сосны. Встречаются в Палеарктическом регионе (Афганистан, Казахстан, Кыргызстан, Монголия, Российская Федерация, Узбекистан, Таджикистан и Туркменистан).
Зимой они мигрируют через Гималаи в Центральную Индию. При миграции регулярно встречаются в Непале.

## Образ жизни
Как и другие пеночки, ловит насекомых, сидящих на ветках и листьях. Этот вид встречается небольшими группами и обычно кормиться в глубине растительности, иногда даже прыгая по земле.
Гнездо шарообразное, из травы, растительных волокон и пуха, размещается в густых кустарниках на высоте до 1,5 м над землёй. В кладке от 4 до 5 яиц, инкубационный период длится 14—17 дней. За птенцами ухаживают и самки, и самцы.